# Frits von Meijenfeldt
Frederik Hendrik (Frits) von Meijenfeldt (Utrecht, 22 oktober 1919 – Groningen, 23 juli 2000) was een Nederlands politicus van de ARP en later het CDA.

## Biografie
Von Meijenfeldt werd geboren als zoon van een architect. Hij is in de accountancy afgestudeerd aan de Nederlandse Economische Hogeschool in Rotterdam en was vanaf 1940 drie jaar assistent-accountant bij het ministerie van Landbouw en Visserij. Vervolgens was hij tot 1968 een zelfstandig gevestigd accountant maar daarnaast ook actief in de lokale politiek. Zo kwam hij in 1958 in de Groningse gemeenteraad en was hij vanaf 1966 lid Provinciale Staten van Groningen. In 1968 werd hij wethouder van de gemeente Groningen met onder andere financiën in zijn portefeuille. Na een conflict met Max van den Berg stapte hij in 1972 samen met onder andere wethouder Wim Hendriks op. Daarna was hij als bestuurder actief bij instellingen in de geestelijke gezondheidszorg. Vanaf eind 1977 was hij de directeur van Groot Bronswijk, een psychiatrische inrichting in Wagenborgen. Zo'n zes jaar later werd hij registeraccountant. Daarnaast was hij van 1978 tot 1987 lid van Eerste Kamer. Vanaf februari 1989 was Von Meijenfeldt bijna een jaar waarnemend burgemeester van Winsum. Hij overleed midden 2000 op 80-jarige leeftijd. Zijn broer Chiel von Meijenfeldt bracht het in het leger tot generaal-majoor maar was ook actief in de vredesbeweging.
- Biografisch Portaal: 49231080
- Parlement.com: vg09llmbgdyo
- Virtual International Authority File: 970150172744500180009
- WorldCat: E39PBJkhMR8Bc8yq36yTPVqRKd